# Sjoera Dikkers
Sjoerdtje Willemien (Sjoera) Dikkers (Deventer, 14 juli 1969) was van 17 juni 2010 tot 23 maart 2017 lid van de Tweede Kamerfractie van de PvdA. Zij was werkzaam bij diverse non-gouvernementele organisaties op het gebied van ontwikkelingssamenwerking en kinder- en vrouwenrechten. Van 2000 - 2005 was zij directeur van de Evert Vermeer Stichting. Ze is eigenaar van een managementbureau.
Na het voltooien van de havo (1985, in vier jaar, aan de vrije school), studeerde Dikkers tropische marktkunde aan Hogeschool Larenstein (1990 - 1995) en de masteropleiding strategisch management aan de Universiteit Utrecht (2004 - 2006).
Op 4 oktober 2016 raakte Dikkers tijdens het wekelijkse vragenuurtje in de Kamer onwel toen ze een vraag wilde stellen aan PvdA-staatssecretaris Martijn van Dam. Daarom liet ze zich van 25 oktober 2016 tot 15 februari 2017 tijdelijk vervangen, eerst door Rien van der Velde en daarna door Emre Ünver.

## Persoonlijk
Dikkers is gehuwd, heeft twee kinderen en woont in Haarlem.
- Parlement.com: viek19ok7szx